# Invented
| Оценки критиков   | Оценки критиков |
| Источник          | Оценка          |
| ----------------- | --------------- |
| AbsolutePunk      | 93%             |
| Allmusic          | [ 1 ]           |
| Alternative Press | [ 5 ]           |
| The A.V Club      | B+              |
| BBC Music         | (favorable)     |
| BLARE             | [ 7 ]           |
| Kerrang!          | KKKK            |
| Punknews.org      | [ 9 ]           |
| Rock Sound        | 8/10            |
| Rolling Stone     | [ 11 ]          |
| Spin              | 6/10            |
| Sputnikmusic      | 3.5/5           |

Invented — седьмой студийный альбом американской альтернатив рок-группы Jimmy Eat World,  28 сентября 2010 года вышедший на Interscope Records. Диск записан на домашней студии Jimmy Eat World. Продюсировал альбом Марк Тромбино, который ранее работал над старыми альбомами группы: Static Prevails (1996), Clarity (1999) и Bleed American (2001).
Альбом получил положительные отзывы. В первую неделю в США было продано 34594 копий альбома, он занял пятое место в Billboard Rock Albums и одиннадцатое место в Billboard 200. Под лирическим влиянием фотографических работ Синди Шерман и Анны Старки, вокалист, гитарист и автор песен Джим Эдкинс гласит, что каждая песня является «замкнутым повествованием». Также он сказал: «Название альбома ссылается на песню Invented, которая подводит итог настроения. Этот альбом является самым глубоким по текстам песен».
Invened получил положительные отзывы от большинства музыкальных критиков. Metacritic, опросив 16 критиков и музыкальных журналов, поставил 68 баллов и добавил положительные отзывы.

## Об альбоме
Jimmy Eat World впервые объявили, что они работают над следующим альбомом, в июне 2008 года. В это же время Джим Эдкинс добавил: «Я начал с того, что случайным образом просматривал работы таких фотографов, как Синди Шерман, и пытался выделить 10-15 минут и записать все, что пришло на ум об изображении и персонаже. Позже в тот же день я должен был работать над своими собственными песнями, и некоторые из наиболее интересных частей этих сочинительских сессий начали всплывать; достаточное количество этих идей стало тем, чем были увлечены и другие ребята, и это составило, наверное, 85 процентов альбома». После выхода альбома, в Invented были включены четыре отдельных изображения, чтобы посмотреть, как моментальной камерой сделать фотографии для стандартных CD обложек.
Во время работы над новым материалом, группа отправилась на Clarity x 10 Турне, в честь выхода альбома Clarity. Джим Эдкинс утверждал, что тур не имеет прямого влияния на предстоящий материал, но отмечает: «это было усилителем общей уверенностью, потому что это отчасти удивительно, что через десять лет мы по-прежнему как и 90-х записывает музыку».
Во время гастролей, группа встретилась с продюсером Clarity Марком Тромбино, и решила поработать с ним ещё раз для их нового альбома. Тромбино также подготовил их второй студийный альбом, Static Prevails (1996), и их коммерческий успех, Bleed American (2001). Jimmy Eat World впоследствии начали записывать треки в своей домашней студии и на репетиционной площадке Unit 2 в Темпе, Аризона. После того как песни были готовы группа отправила их по электронной почте Марку Тромбино в Лос-Анджелес. По поводу работы с Тромбино Эдкинс заявил: «Марк будет микшировать и добавлять свои идеи. Он мастер в компьютерном деле, также, нас связывает общая история, поэтому мы легко сработаемся». В студии Тромбино и группа провели немного времени, Тромбино присоединился к Jimmy Eat World всего «пару раз». Джим Эдкинс поехал в Лос-Анджелес, чтобы присоединиться к продюсеру в процесс смешивания. Что касается общего процесса записи, Джим Эдкинс сказал: «Я вижу, что у нас с Тромбино в будущем будут совместные работы, но у нас есть проблема — большие географические ограничения, это не просто кто-то по соседству — это большие расстояния».
Гитарист и бэк-вокалист Том Линтон написал и спел «Action Needs An Audience», отмечая свой первый вокал за последние одиннадцать лет. Джим Эдкинс говорит: «Я пытался писать тексты для него, но не был доволен ими. Том всегда отстаивает свою песню. Ему необходимо продолжать работать, так что мы все решили, что он должен писать тексты и стать вокалистом. Это круто. Я думаю, что это действительно сработает».
Jimmy Eat World взяли Кортни Марии Эндрюс на бэк-вокала для пяти треков альбома. Эдкинс, который встретил Эндрюс через знакомых в городе Финикс, штат Аризона, назвал её чрезвычайно талантливой, и заявил: «она очень универсальна … она может петь очень высоко… Там в нескольких местах на записи, я хотел женский вокал … и это сработало так хорошо, что я продолжил работать с ней в других песнях, где я думал, было бы очень интересно, получить больше голосов». В туре, Эндрюс присоединилась к группе, Эдкинс заявил, что на большинстве наших записей есть женский вокал. Так что это хорошо, когда есть, что-то жизненное. Мне приятно видеть её рядом.

## Места в чартах
| Чарт                                           | Место в чарте |
| ---------------------------------------------- | ------------- |
| Australian Albums Chart (ARIA)                 | 20            |
| Canada Top 100 Albums (Jam!)                   | 22            |
| Canada Alternative Albums (Jam!)               | 5             |
| U.K Albums Chart (The Official Charts Company) | 29            |
| U.S Billboard 200                              | 11            |
| U.S Alternative Albums (Billboard)             | 2             |
| U.S Rock Albums (Billboard)                    | 3             |

## Список композиций
Слова и музыка всех песен Jimmy Eat World.
| №   | Название                   | Длительность |
| --- | -------------------------- | ------------ |
| 1.  | «Heart Is Hard to Find»    | 3:18         |
| 2.  | «My Best Theory»           | 3:23         |
| 3.  | «Evidence»                 | 4:41         |
| 4.  | «Higher Devotion»          | 3:02         |
| 5.  | «Movielike»                | 3:50         |
| 6.  | «Coffee & Cigarettes»      | 3:46         |
| 7.  | «Stop»                     | 3:37         |
| 8.  | «Littlething»              | 4:07         |
| 9.  | «Cut»                      | 4:57         |
| 10. | «Action Needs an Audience» | 2:45         |
| 11. | «Invented»                 | 7:07         |
| 12. | «Mixtape»                  | 6:32         |

| №   | Название                                | Длительность |
| --- | --------------------------------------- | ------------ |
| 13. | «You and I» (Wilco cover)               | 3:19         |
| 14. | «Coffee & Cigarettes (Acoustic)»        | 3:45         |
| 15. | «Precision Auto» (Superchunk cover)     | 2:43         |
| 16. | «Anais (Demo)»                          | 3:19         |
| 17. | «Mixtape (Acoustic) (iTunes exclusive)» | 3:16         |

| №   | Название | Длительность |
| --- | -------- | ------------ |
| 13. | «Anais»  | 3:36         |

## Участники записи
| Jimmy Eat World - Джим Эдкинс — Вокал, гитара, арт-директор - Том Линтон — Бэк-вокал, гитара, вокал на «Action Needs an Audience» - Зак Линд — Ударная установка - Рик Берч — Бас-гитара, бэк-вокал Дополнительные музыканты - Кортни Марии Эндрюс — Бэк-вокал на «Heart Is Hard to Find», «Movielike», «Coffee & Cigarettes», «Cut» и «Invented» - Рейчел Хаден — Бэк-вокал на «Stop» - Дуг Бормана — Синтезатор | Дополнительный персонал - Марк Тромбино — Музыкальный продюсер, микширование, дополнительные звуки - Тед Йенсен — Мастеринг - Дэвид Кэмпбелл — Дирижёр - Уэсли Сейдман — Запись |